# Солигорск
Солиго́рск (бел. Салігорск, до 1963 года — Новостаробинск) — город в Минской области Белоруссии. Административный центр Солигорского района.
Численность населения — 96 993 человек (на 1 января 2025 года).

## Геральдика
Герб утверждён решением Солигорского городского исполнительного комитета от 21 мая 1998 года № 70/5. Зарегистрирован в Гербовом матрикуле Республики Беларусь 28 мая 1998 года № 12.
Флаг учреждён Указом Президента Республики Беларусь от 1 декабря 2011 года № 564 и зарегистрирован в Государственном геральдическом регистре Республики Беларусь 5 декабря 2011 года № Б-210. Утверждён решением районного Совета депутатов от 21 мая 2008 года № 88.

## География
Расположен на берегах реки Случи и Солигорского водохранилища в 135,7 км от Минска.
Железнодорожная станция ветки Слуцк — Солигорск.
Автомобильными дорогами связан со Слуцком, Любанью, Лунинцом и Минском.
Имеется лесопарковая зона.

## История
Основан в 1958 году.
Солигорск возник в связи с открытием и промышленной разработкой калийной соли в районе деревень Вишнёвка, Покровка, Ковалёва Лоза, Теслин, Песчанка.
В мае 1958 года было принято решение начать строительство нового комбината на базе Старобинского месторождения и ввести в строй первую очередь в 1963 году. Строительство было объявлено Всесоюзной ударной комсомольской стройкой. Комсомольская организация стройки насчитывала в своих рядах 1500 человек.
10 августа 1958 года около деревни Чижевичи произошёл митинг, посвящённый закладке первого символического камня нового города. На небольшом обелиске надпись: «10.08.1958 г. здесь заложен г. Ново-Старобинск». Спустя годы первый памятник перенесли: в 1968 году к 10-летию Солигорска за клубом строителей был установлен камень с надписью, посвящённый торжественному митингу по закладке города. В 1978 году этот камень был перенесён в сквер имени Ленинского Комсомола, напротив клуба строителей, где был возведён памятник в честь основания города.
Первый генеральный план застройки Солигорска был разработан архитекторами института «Белгоспроект» на 14 — 16 тысяч жителей. Согласно плану, город состоит из трёх жилых районов: западного, северного и южного, разделённых между собой городскими магистралями.
Всё началось со строительства в 1958 году на месте д. Вишнёвка Старобинского района, посёлка Новостаробинск, который уже через год переименовывается в рабочий посёлок Солигорск.
С 1959 года начал застраиваться северный район. Основной структурной единицей города принят микрорайон.
В 1958 году с одной стороны новостроек несла свои воды тихая полноводная река Случь, с другой раскинулся огромный лесной массив. Возведение улиц города, а затем водохранилища осуществлялось на месте постепенно сносимых деревень Вишнёвка, Ковалёва Лоза, Песчанка, Покровка, Крутой берег, Сельцо, Теслин.

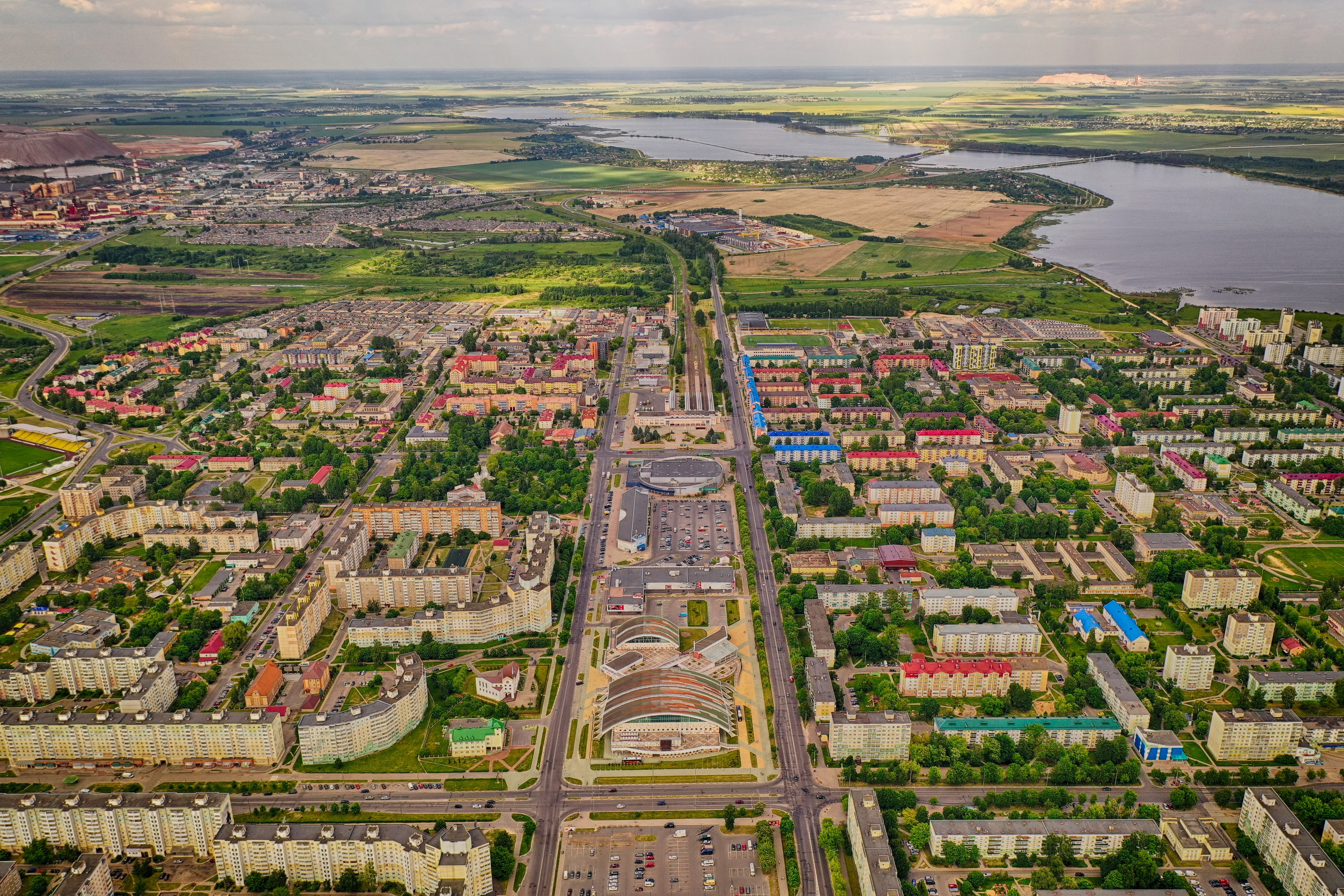
Панорама

Название Ново-Старобинск осталось запечатлённое в камне и памяти первостроителей. В некоторых документах Старобинского райисполкома новостройка именовалась Ново-Старобинском, официально так посёлок не назывался. Город документально получил название 8 августа 1959 года — рабочий посёлок Солигорск. 18 сентября 1959 года решением Старобинского райисполкома первым председателем рабоче-поселкового Совета депутатов трудящихся был утверждён Герасимович Михаил Антонович. 22 мая 1960 года состоялись первые выборы в поселковый Совет.
Строящийся Солигорск был разбит на строительные кварталы, первоначально улицам присваивались номера. Исторической зоной Солигорска является строительный квартал № 23, от этого места разворачивался город. Улицу по праву можно считать ровесницей Солигорска. Именно на ней возле первого символического камня памятника были заложены фундаменты первых зданий — одноэтажных общежитий на 50 человек каждый. В апреле 1959 года были сданы и заселены шесть общежитий. 15 января 1959 года был заложен первый 16- квартирный двухэтажный кирпичный дом, заселён был он уже в середине декабря 1959 года. Он находится на улице Строителей, дом 15.
18 мая 1959 года Старобинский райисполком решил присвоить названия первым улицам: Строительная — в честь строителей города и калийного комбината, и Шахтерская — в честь первопроходцев подземных недр.
17 августа 1959 года улице № 17 дали название Вишнёвая, это третья улица в строящемся жилом городке. Название улица получила не случайно: застройка велась на месте сносимой деревни Вишневка. Название просуществовало недолго, уже 7 января 1960 года оно было упразднено: улица Вишнёвая стала продолжением новой улицы № 13 — улицы Строителей (восточная часть). Тогда же исполком поселкового Совета рабочего посёлка Солигорска присвоил наименование тринадцати улицам: улица № 1 получила название М. Горького, улица № 2 — Ленинского Комсомола, улица № 7 — К. Заслонова, улица № 12 — Железнодорожная. На карте города строительные кварталы свои номера поменяли на названия улиц Коммунальная, Школьная, Гастелло, Гуляева. 13 апреля 1962 года в связи с тем, что на территории Солигорска имелось 2 улицы с созвучными названиями «Строителей» и «Строительная», последняя переименована в Пионерскую. В дальнейшем в городе Солигорске появлялись новые улицы, старые перестраивались, их названия изменялись. При сносе шлакобетонных, деревянных, каркасно-засыпных, сборно-щитовых и саманных домов сохранить месторасположение старых улиц не возможно.
В июле 1959 года приказом по Минскому областному отделу здравоохранения была утверждена медико-санитарная часть для оказания медицинской помощи шахтёрам, строителям, жителям города. В помещении барачного типа по улице Железнодорожная, 2 (здание снесено) была развёрнута поликлиника, в которой предусматривался приём больных в отделениях терапии, хирургии. Позднее развернули стационар на 35 мест, врачей — 9 человек, среди них начальник медсанчасти К. Я. Мележко. Росли комбинаты, увеличивалась численность жителей города. В конце 1959 года началось строительство городской поликлиники на 500 посетителей, а годом позже — поликлиники калийных комбинатов — на 250 посетителей.
В конце 1962 года начинается строительство больничного комплекса на 300 коек, корпуса и отделения которого поочерёдно сдаются в эксплуатацию с июня 1965 года.
Народное образование Солигорска началось с решения № 315 Старобинского райисполкома. В рабочем посёлке Солигорске 1 сентября 1959 года была открыта начальная русская школа на четыре класс-комплекта. Она открылась в трёх комнатах под одной крышей с поликлиникой в доме по улице Железнодорожная, 2. Первым директором школы была Н. Г. Новик. Первого сентября 1960 года открыла двери первая средняя школа на 520 мест. Сюда переехала и русская школа. Для школы возвели трёхэтажное здание по улице Строителей, 10, где теперь размещён учебно-производственный межшкольный комбинат. К первому сентября 1963 года начала работу средняя школа № 2. Строительство школ было жизненной необходимостью для города, средней возраст жителей которого не превышал тогда 26 лет. С интервалом в 2-3 года открывались новые школы.
4 ноября 1959 года был возведён клуб строителей на 250 мест. Это одно из самых первых зданий по улице Л. Комсомола (совр. Л. Комсомола, 42). Позднее к клубу была сделана пристройка, и он стал называться Домом культуры строителей. Дом культуры строителей был центром культурной жизни молодёжи города. Стало хорошей традицией солигорчан в те годы летом на берегу реки Случь проводить молодёжные фестивали. Первый такой фестиваль состоялся в июне 1961 года.
13 августа 1960 года в строительном квартале № 23 открыт первый универмаг (улица Л. Комсомола, 44). С 4 августа 1960 года в Солигорске заработали цеха комбината бытового обслуживания, а с октября 1960 года город имел собственный хлебозавод.
На пересечении улиц Строителей и Л. Комсомола был сформирован культурно-торговый центр рабочего Солигорска. Здесь проходили первые митинги и демонстрации горожан. Отсюда пошли первые загородные автобусы и автобусы городских маршрутов. В 1960 году на улице Строителей устанавливается стандартный сборно-щитовой дом, в котором размещается первая автостанция (совр. ул. Строителей, 18).
Первые ясли на 120 мест приняли детей возрастом от трёх месяцев до трёх лет 30 ноября 1960 года. Ясли располагались в специально отстроенном здании (ул. М. Горького, 27).
В мае 1961 года в приспособленном помещении по ул. К. Заслонова открылась первая в городе библиотека.
Город застраивался новыми современными многоэтажными домами. В 1960 году начинается строительство четырёхэтажных кирпичных домов. Один из первых таких домов находится по ул. Л. Комсомола, 16. В 1961 году сдан первый крупноблочный четырёхэтажный дом (ул. Л. Комсомола, 36). В феврале 1962 года строится первый крупнопанельный дом (ул. Л. Комсомола, 14). С 1963 года началась массовая застройка города 5-этажными панельными домами, так называемыми «хрущёвками». В 1967 году в городе появился первый девятиэтажный кирпичный дом (ул. Козлова, 24). Из сохранившихся первых 16-квартирных домов, построенных в 1960 году — реконструированный дом по улице Железнодорожная, 16.
28 апреля 1961 года торжественно сдан в эксплуатацию первый в Солигорске широкоэкранный кинотеатр «Солигорск» (в настоящее время здание школы искусств городского отдела культуры). Второго июля этого же года после возведения ретрансляционного телевизионного центра (установлена и смонтирована передаточная антенна) появилась возможность приёма передач Минской телестудии.
В строительном квартале № 23 с 1 сентября 1961 года начался первый учебный год в Солигорской музыкальной школе (ул. Строителей, 11. Здание снесено). В ноябре 1961 года начались занятия в Солигорском горнохимическом техникуме. На вечернее отделение принято 140 человек. Калийное производство нуждалось в профессиональных кадрах. В сентябре 1962 года на дневное отделение техникума на первый курс принято 180 человек, 300 учащихся приступило к занятиям на вечернем отделении.
Летом 1962 года закончено строительство Солигорской железнодорожной ветки. Станция «Солигорск» находилась в центре современного города, железнодорожные пути пролегали между улицами Железнодорожной и К. Заслонова. От станции взяла своё начало улица Ленина. Отсюда отъезжали междугородние автобусы. 5 июня 1962 года отправился первый пассажирский поезд по маршруту «Солигорск — Слуцк». Долгое время здание старого вокзала использовалось как местный молочный рынок. К настоящему времени старое здание вокзала снесено. 1 августа 1984 года возведено новое здание железнодорожного вокзала и автовокзала.
3 июля 1962 года Солигорский исполком назвал новую городскую улицу улицей Мира (совр. ул. Козлова)

### Присвоение статуса города
1 января 1963 года город уже насчитывал более 18 тысяч жителей. Указом Президиума Верховного Совета БССР посёлок городского типа Солигорск был преобразован в город. В мае 1963 года I сессией горсовета председателем исполнительного комитета был вновь выбран М. А. Герасимович.

### Солигорское водохранилище
Весной 1964 года силами Старобинского и Любанского тракторно-мелиоративных станций началось сооружение плотины для создания Солигорского водохранилища площадью 2760 гектаров. Весной 1967 года водохранилище было заполнено паводковыми водами. Водохранилище построено на реке Случь.

### Образование Солигорского района
Указом Президиума Верховного Совета Белорусской ССР от 6 января 1965 года был образован Солигорский район, город Солигорск стал районным центром, сюда из посёлка Старобин были переведены все административные районные учреждения. К этому времени город насчитывал около 25 тысяч человек.
31 июля 2006 года Солигорский район и город Солигорск объединены в одну административно-территориальную единицу — Солигорский район с административным центром город Солигорск.

### Нынешнее время
В 2024 году за высокие показатели, достигнутые в ходе проведения в 2023 году республиканского смотра санитарного состояния и благоустройства населённых пунктов Республики Беларусь, Солигорск признан одним из победителей, награждён переходящим вымпелом.

## Экономика

### Промышленность
Более 90 % в общем объёме производства занимает продукция ОАО «Беларуськалий». В объединении трудится 20 тысяч человек, 83 % его продукции экспортируется в более чем 50 стран мира. Организованы сопутствующие производства: швейное, мясоперерабатывающее. Всего в Солигорске 62 государственных и акционированных предприятия. Среди крупнейших — холдинг «Пассат», заводы горно-шахтного оборудования, ремонтно-механический, сборного железобетона, железобетонных конструкций, исследовательско-экспериментальный, клеёных деревянных конструкций, литейно-механический. Лёгкая промышленность — АП «Купалинка» и ЗАО «Калинка». 6 банков и 155 частных коммерческих структур.
В городе развит строительный комплекс, включающий ОАО «Стройтрест № 3 ордена Октябрьской революции», ОАО «Трест Шахтоспецстрой» и домостроительный комбинат.
Грузовые и пассажирские перевозки осуществляет— Автобусный парк № 1.
Обслуживанием горожан занимается 105 торговых предприятий (63 — с государственной формой собственности, 42 — с негосударственной) и 11 фирменных магазинов. В городе — 72 предприятия общественного питания на 7026 посадочных мест.
Служба быта представлена комбинатом бытового обслуживания на 206 рабочих мест, 3 ателье, 13 парикмахерскими.

## Органы власти
Представительным органом власти является Солигорский районный Совет депутатов. Он состоит из 40 человек и избирается жителями по одномандатным округам. Срок полномочий 4 года. Совет депутатов 28 созыва был избран 18 февраля 2018 года. Исполнительным и распорядительным органом власти является Солигорский районный исполнительный комитет.

## Население
Численность населения — 96 993 человек (на 1 января 2025 года).
| Численность населения:                                                                          |
| Графики недоступны из-за технических проблем. См. информацию на Фабрикаторе и на mediawiki.org. |

| 1970   | 1979     | 1989     | 2006      | 2018      | 2023     | 2024 | 2025    |
| ------ | -------- | -------- | --------- | --------- | -------- | ---- | ------- |
| 38 255 | ▲ 65 148 | ▲ 92 742 | ▲ 101 253 | ▲ 106 627 | ▼ 98 590 |      | ▼96 993 |

| Национальный состав по переписи 2009 года | Национальный состав по переписи 2009 года | Национальный состав по переписи 2009 года |
| ----------------------------------------- | ----------------------------------------- | ----------------------------------------- |
| Белорусы                                  | 88 811                                    | 86,82 %                                   |
| Русские                                   | 8439                                      | 8,25 %                                    |
| Украинцы                                  | 1141                                      | 1,12 %                                    |
| Поляки                                    | 185                                       | 0,18 %                                    |
| Татары                                    | 60                                        | 0,06 %                                    |
| Армяне                                    | 52                                        | 0,05 %                                    |
| Азербайджанцы                             | 36                                        | 0,04 %                                    |
| Евреи                                     | 34                                        | 0,03 %                                    |
| Немцы                                     | 30                                        | 0,03 %                                    |
| Литовцы                                   | 20                                        | 0,02 %                                    |
| Молдаване                                 | 20                                        | 0,02 %                                    |
| Казахи                                    | 10                                        | 0,01 %                                    |
| Чуваши                                    | 10                                        | 0,01 %                                    |
| Удмурты                                   | 10                                        | 0,01 %                                    |

По переписи населения 1979 года, в Солигорске проживало 49 556 белорусов (76 %), 12 954 русских (19,9 %), 1746 украинцев (2,7 %), 318 поляков (0,5 %), 165 евреев (0,3 %), 429 представителей других национальностей.
Согласно переписи 2009 года население Солигорска 102 298 человек.
Коэффициент рождаемости в городе — 11,4 на 1000 человек (2017 год; средний показатель по Республике Беларусь — 10,8), коэффициент смертности — 9,3 на 1000 человек (средний показатель по Республике Беларусь — 12,6). По уровню рождаемости город занимает 9-е место среди 23 городов с населением более 50 тысяч человек, по уровню смертности — 16-17-е (одинаковый показатель с Гомелем), по уровню естественного прироста/убыли населения (+2,1) — 5-е.
В 2017 году 19,2 % городского населения района (со Старобином и Красной Слободой) было в возрасте моложе трудоспособного, 57,5 % — в трудоспособном возрасте, 23,3 % — в возрасте старше трудоспособного (средние показатели по республике — 17,7 %, 57,2 % и 25,1 %).

## Образование
В городе имеется 11 общеобразовательных школ, один лицей и три гимназии. Также в Солигорске работают 2 учреждения среднего специального образования (колледжи). Существуют организации внеклассной воспитательной работы, в которые входят 11 специализированных детских учреждений. Среди них — детская школа искусств, художественная школа, станция юных техников, детская музыкальная школа искусств, детский театр танца, краеведческий музей, центр творчества детей и молодежи.
В Солигорске действуют 2 учреждения среднего специального образования:
- Солигорский государственный колледж;
- Солигорский государственный горно-химический колледж — филиал БНТУ;

## Наука
В городе работает Институт проблем ресурсосбережения с опытным производством.

## Здравоохранение
Лечебно-профилактическую работу осуществляет Солигорское территориально-медицинское объединение. Оно включает: районную больницу на 870 коек, детскую городскую больницу на 150 и 3 участковые больницы на 75 коек. Обслуживание работников ОАО «Беларуськалий» осуществляет специализированная поликлиника. В шахтах Первого рудоуправления оборудована уникальная спелеолечебница, где получают эффективное лечение больные бронхиальной астмой и аллергическими заболеваниями.

## Культура
Для проведения досуга к услугам горожан городской дворец культуры, ДК «Строителей», Центр культуры и досуга, сеть библиотек, широкоформатный кинотеатр «Зорка Венера» на 806 мест. Имеется ряд любительских объединений — клубы молодых поэтов и авторской песни. Также город упомянут в песне «Геологическая».

### Музеи
- Государственное учреждение культуры «Солигорский краеведческий музей»[29]
- Музей матери в Центре творчества детей и молодёжи
- Музей Трудовой славы ОАО «Беларуськалий»
- Народный музей пионерской организации и современного детского движения
- Музея спорта ГУО «Средняя школа № 8 г. Солигорска»
- Музей под открытым небом. Экспозиция милицейских ретро-автомобилей

### Религия
Религиозную деятельность в Солигорске осуществляют 9 зарегистрированных религиозных общин:
- Приход Христо-Рождественского собора г. Солигорска
- Приход святой блаженной Матроны Московской
- Римско-католический костёл Св. Франциска
- Церковь Христос для всех
- Церковь Адвентистов Седьмого Дня
- Церковь евангельских христиан-баптистов
- Церковь Слово веры

## События и мероприятия

### События
- 26 августа 2023 году Солигорск отмечает 65-летний юбилей[30][31][32].

### Мероприятия
- 11 июня 2019 года Солигорск принял эстафету огня II Европейских игр[33].
- 22-24 июля 2021 года прошёл культурно-спортивный фестиваль «Вытокі. Крок да Алiмпу».
- С 4 по 14 августа 2023 года в Беларуси прошли II Игры стран СНГ 2023[34]. Состязания прошли в 11 городах Беларуси по 20 видам спорта. Солигорск определён местом проведения Игр по спортивной борьбе — вольная борьба, борьба женская, борьба греко-римская. Место проведения — спортивный комплекс «Шахтер» (Указ Президента Республики Беларусь от 13 мая 2023 года № 134)[35][36][37]
- 16 сентября 2023 года — областной фестиваль «Дажынкi»[38][39][40].
- 28 октября 2023 года — Международный фестиваль-конкурс хореографического искусства TERRI CON. Место проведения — Дворец культуры.

## Достопримечательности
- Парк четырёх стихий

### Памятник, скульптура
- Памятник В. И. Ленину. Расположен рядом с центральной площадью города, на пересечении улиц Ленина и Козлова. Памятник В. И. Ленину выполнен в форме бюста установленного на монументе. Автор памятника известный советский скульптор А. О. Бембель. Памятник установлен в 1980 году лишь через 22 лет после образования города.
- Памятник в честь основания города Солигорска
- Памятник в честь шахтёров-первопроходцев. Установлен в Солигорске 28 августа 1977 года. В центре монументального произведения, которое олицетворяет необычайную силу человека, подарившего земле камень урожайности, фигура шахтёра-первопроходца, вышедшего из забоя. Задумку архитекторов монумента — С. Ф. Ткаченко и В. М. Блохина — воплотил в жизнь скульптор Г. В. Буралкин. Памятник выполнен из бетона, скульптура шахтёра облицована медью. Общая высота монумента — 6 метров. Расположен в районе центрального банка.
- Первый проходческий комбайн Солигорска[41]. В августе 1960 года именно этот комбайн ШБМ-2 весом 32 тонны был спущен в шахту 1 РУ. В настоящее время комбайн поднят на поверхность и установлен в виде памятника на перекрёстке возле 1РУ.
- Монументально-декоративное мозаичное панно «Древо жизни» (1993)
- Памятник воинам-интернационалистам

## Галерея

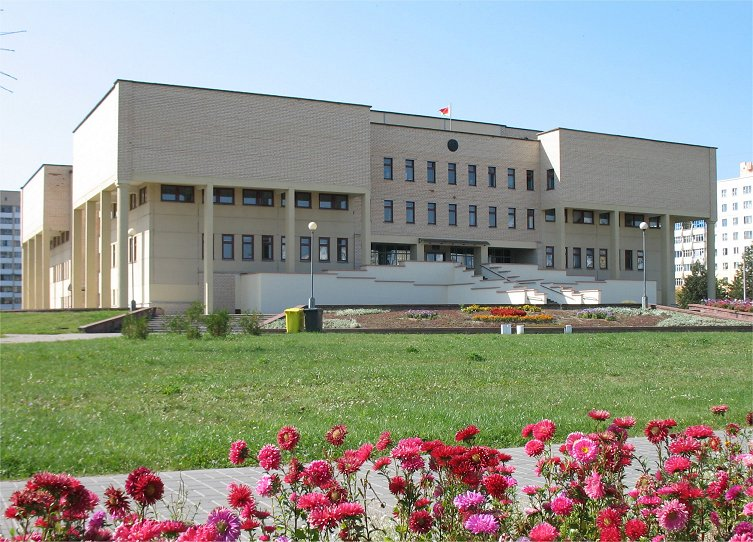
Здание суда Солигорского района
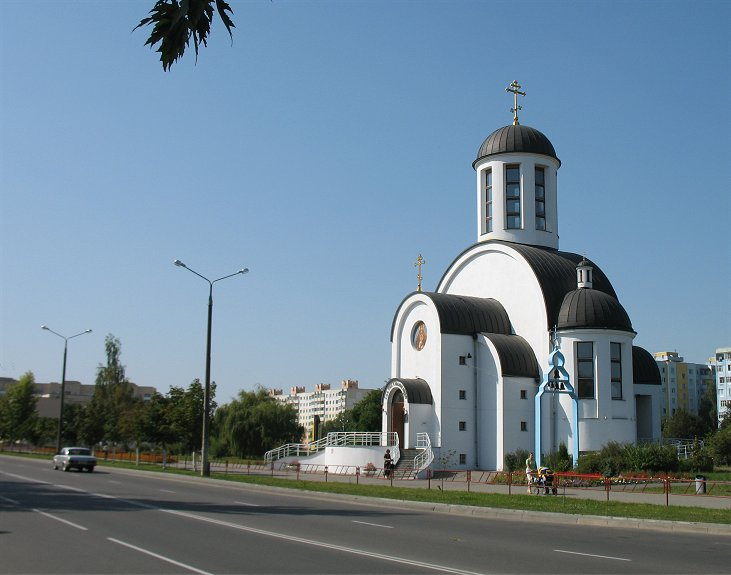
Церковь Рождества Богородицы
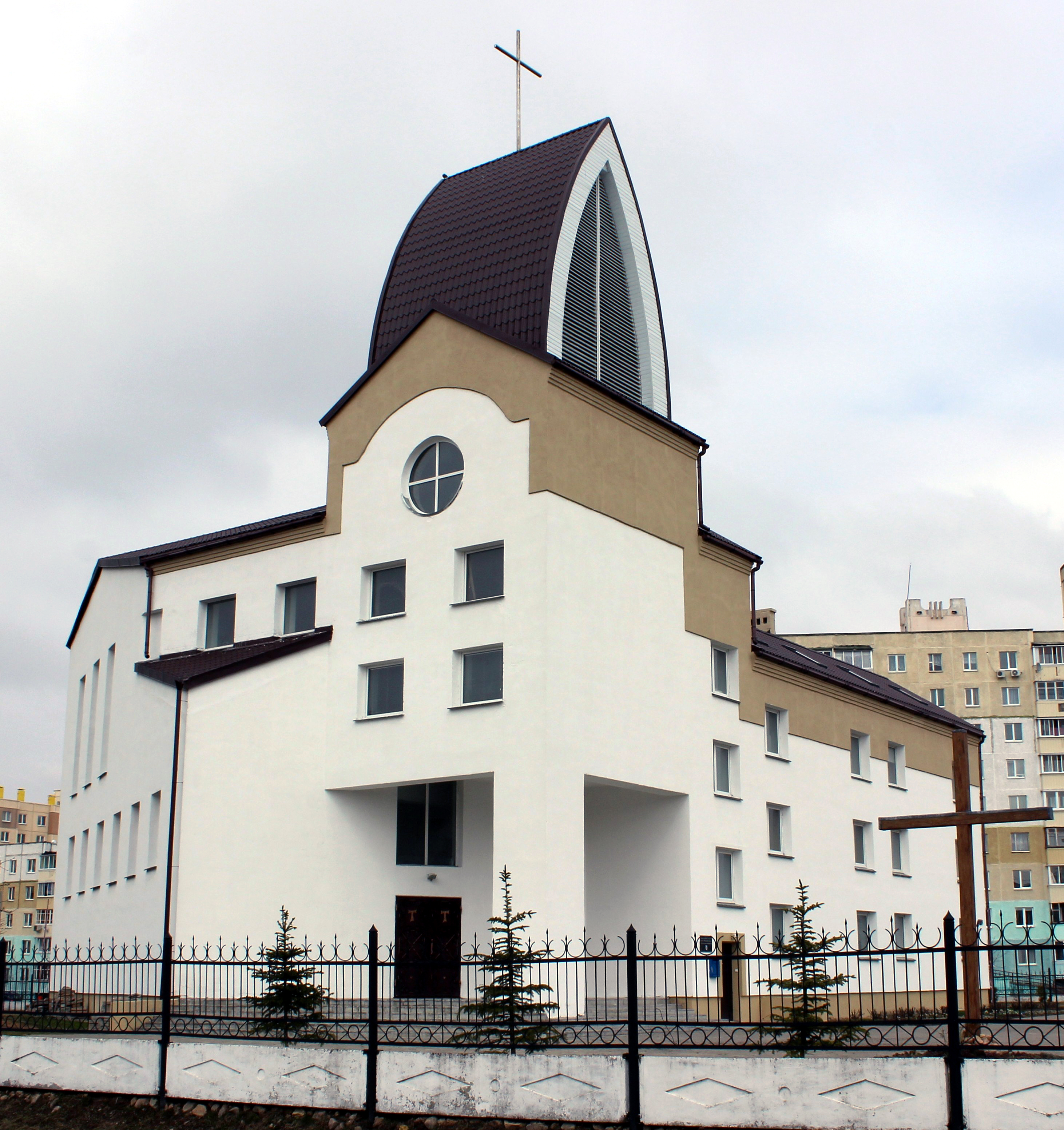
Костёл Св. Франциска
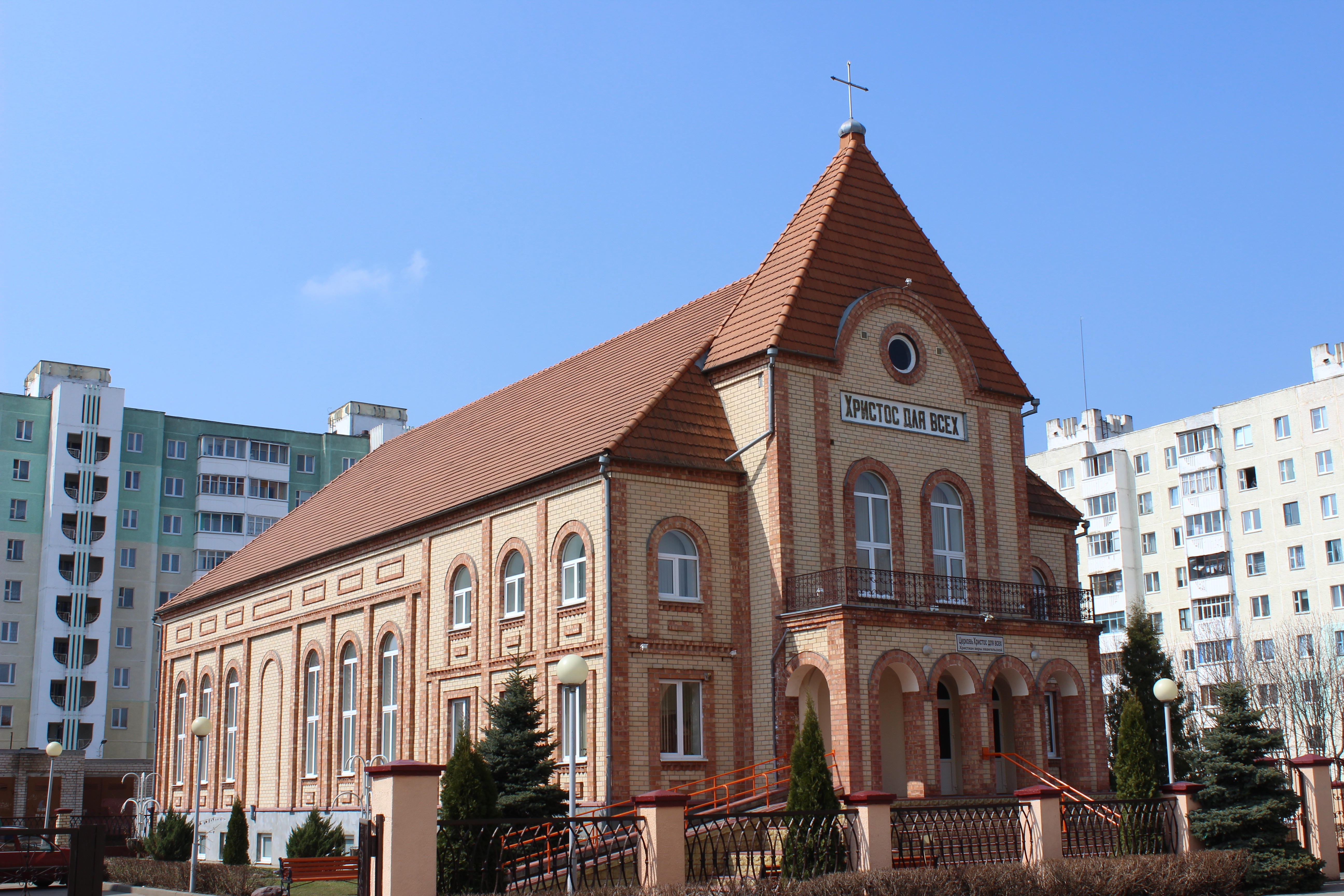
Солигорская церковь евангелистов «Христос для всех»
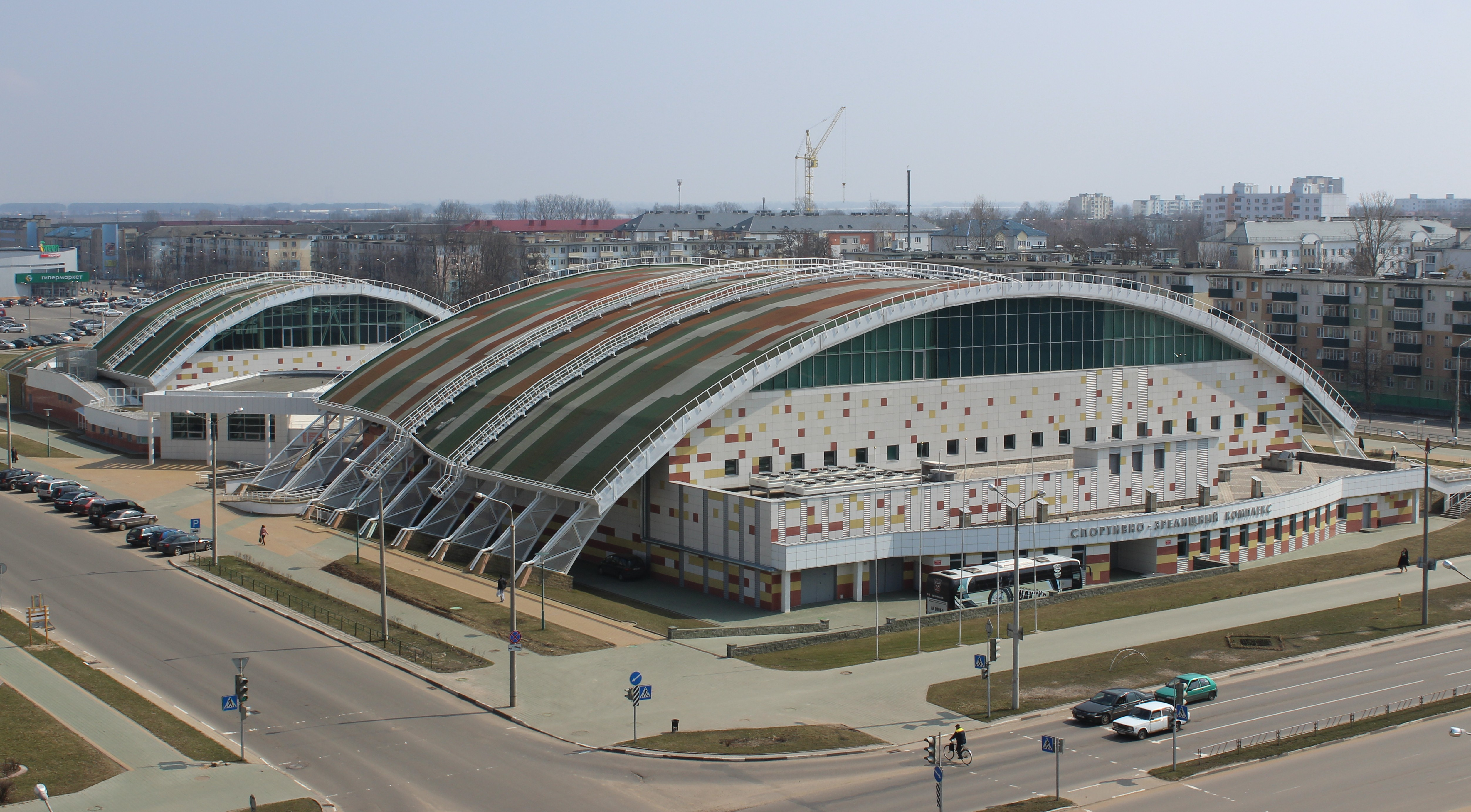
Ледовый дворец спорта
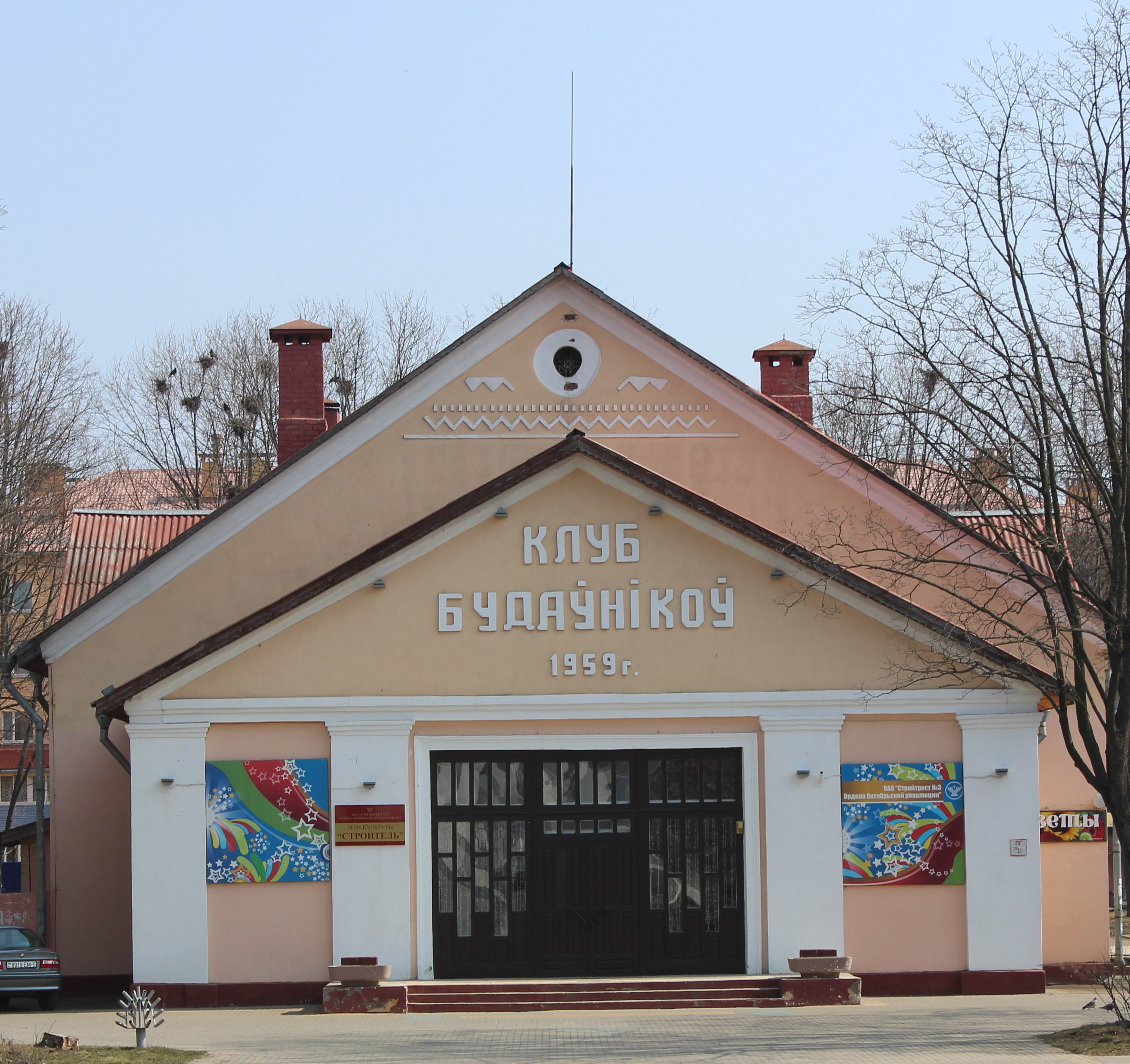
ДК "Строителей"
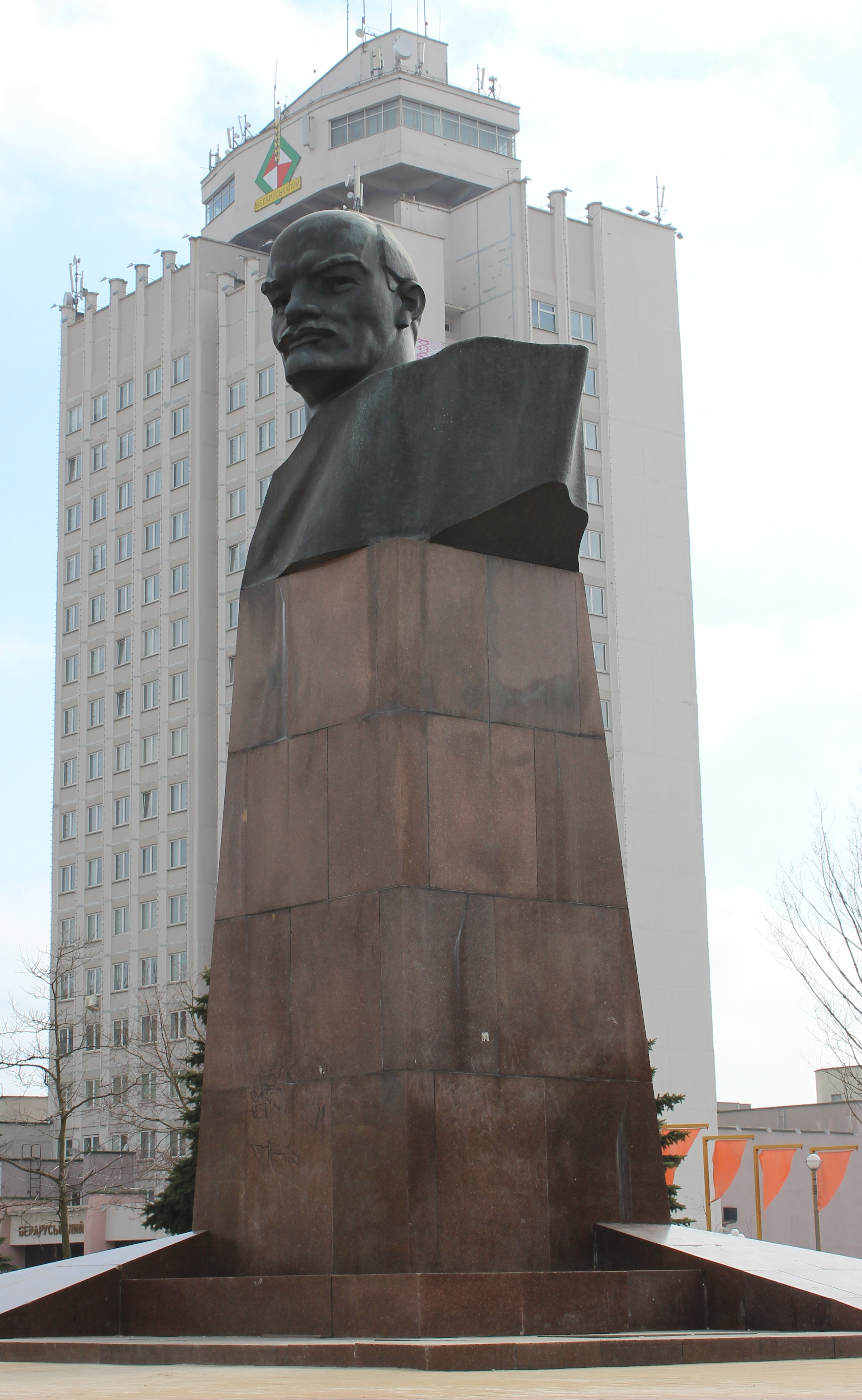
Памятник В. И. Ленину
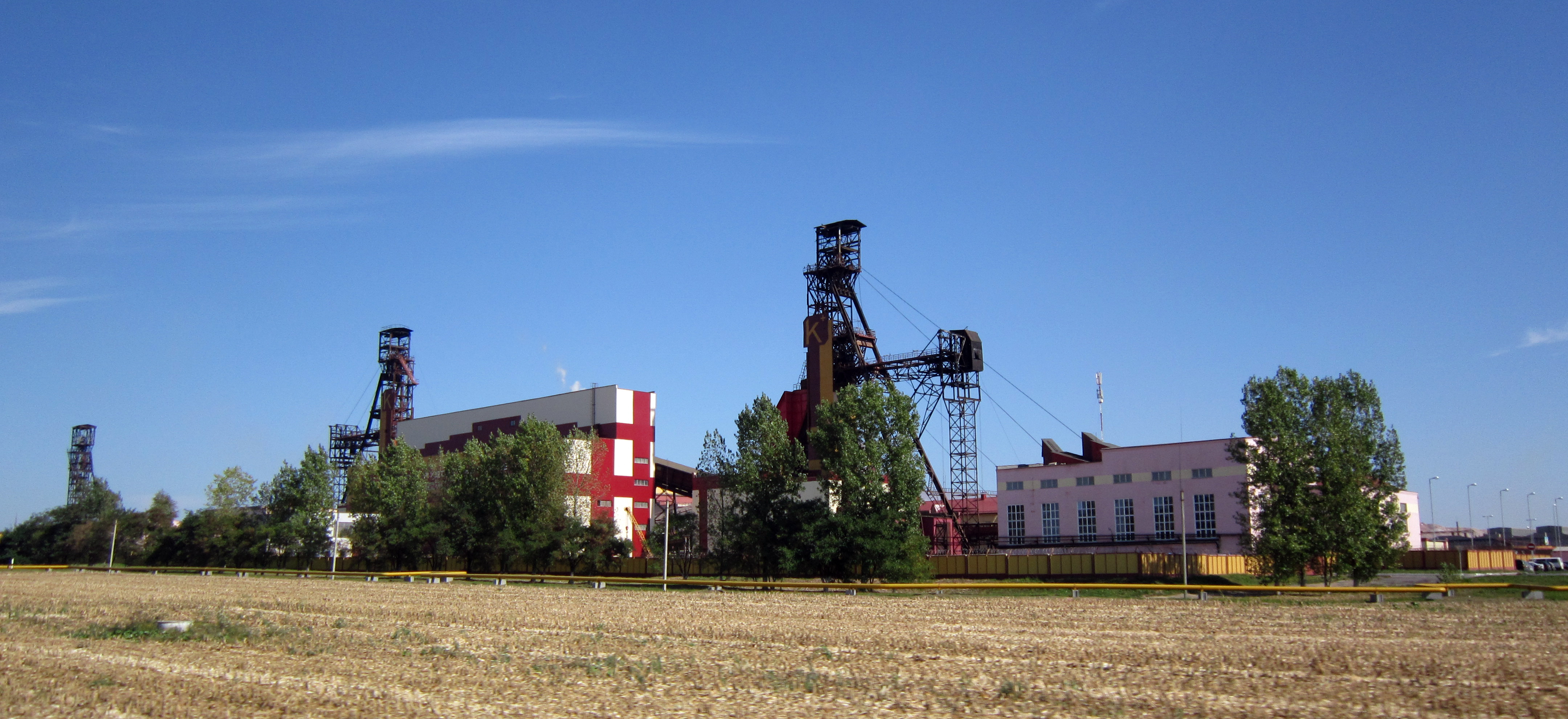
Второе рудоуправление «Беларуськалия»
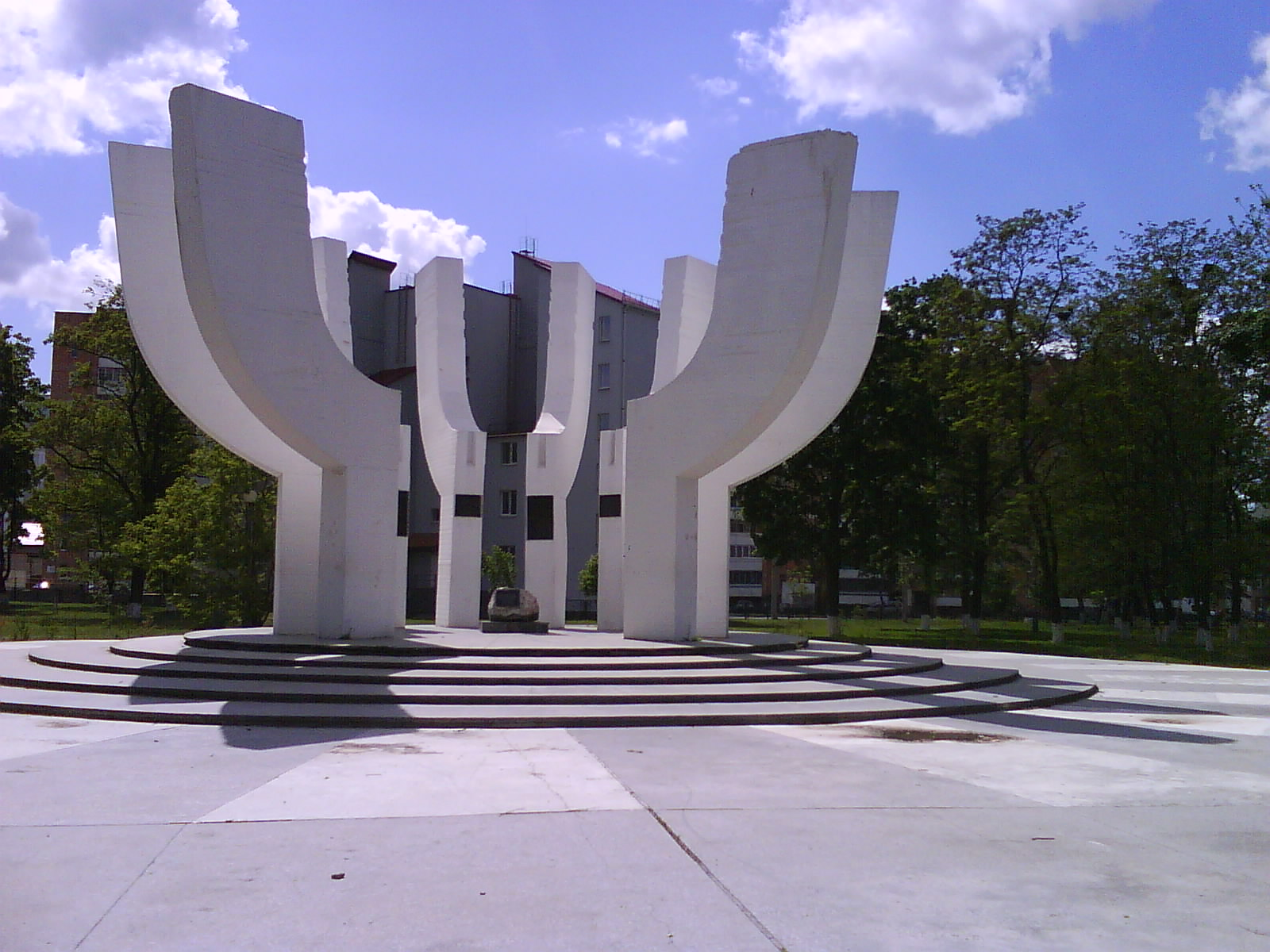
Памятник основанию города

## Спорт
В городе 2 стадиона на 8 тысяч мест, Ледовый дворец на 2 тысячи мест, 4 бассейна и 6 минибассейнов, 26 спортивных залов, теннисный манеж
4 ДЮСШ на 2,5 тысячи человек.
Известна солигорская футбольная команда «Шахтёр», чемпион Республики Беларусь 2005, 2020, 2021, 2022 годов.
В 1999 году образована волейбольная команда «Шахтоспецстрой» позже переименованная в «Шахтёр».
С недавних пор в открытом чемпионате Беларуси по хоккею успешно выступает также и местный хоккейный клуб «Шахтёр».

## Средства массовой информации
Средства массовой информации в городе Солигорске представлены периодическими изданиями и телевидением ПКУП «Солигорский телевизионный канал».
В городе выпускается 3 газеты:
1. ГУ "Редакция газеты «Шахтер» — государственное издание
2. Газета «Калийщик Солигорска» — ведомственное издание ОАО «Беларуськалий»
3. Газета «Строитель Солигорска» — ведомственная газета трудового коллектива ОАО «Стройтрест № 3 ордена Октябрьской революции»

## Города-побратимы
- Абаза, Россия
- Ла-Лувье́р, Бельгия
- Агарак, Армения
- Березань, Украина
- Кохтла-Ярве, Эстония
- Мариямполе, Литва
- Хольбек, Дания
- Чадыр-Лунга, Гагаузия